# Producers Guild of America
La Producers Guild of America (PGA) est une association de professionnels représentant les producteurs de films, producteurs de télévision et producteurs des nouveaux médias aux États-Unis. Elle comprend plus de 7 000 membres établis un peu partout sur la planète.
L'association organise annuellement une cérémonie, les Producers Guild of America Awards, durant laquelle sont récompensées plusieurs productions cinématographiques et télévisuelles.